# Mas-Saint-Chély
Mas-Saint-Chély (okzitanisch Sench Èli) ist eine französische Gemeinde mit 102 Einwohnern (Stand 1. Januar 2022) im Département Lozère in der Region Okzitanien. Sie gehört zur zum Arrondissement Florac und zum Kanton Florac Trois Rivières.
Die Gemeinde grenzt an Gorges du Tarn Causses im Norden, Montbrun im Osten, Hures-la-Parade im Süden und La Malène im Westen.

## Bevölkerungsentwicklung
| Jahr      | 1962 | 1968 | 1975 | 1982 | 1990 | 1999 | 2008 | 2018 |
| --------- | ---- | ---- | ---- | ---- | ---- | ---- | ---- | ---- |
| Einwohner | 163  | 146  | 117  | 107  | 104  | 109  | 131  | 110  |

## Sehenswürdigkeiten
- Dolmen de la Marque
- Enceinte du Tourel (oder de la Tourelle),
- Menhir du Fraïsse, Espougnes und des Moures,

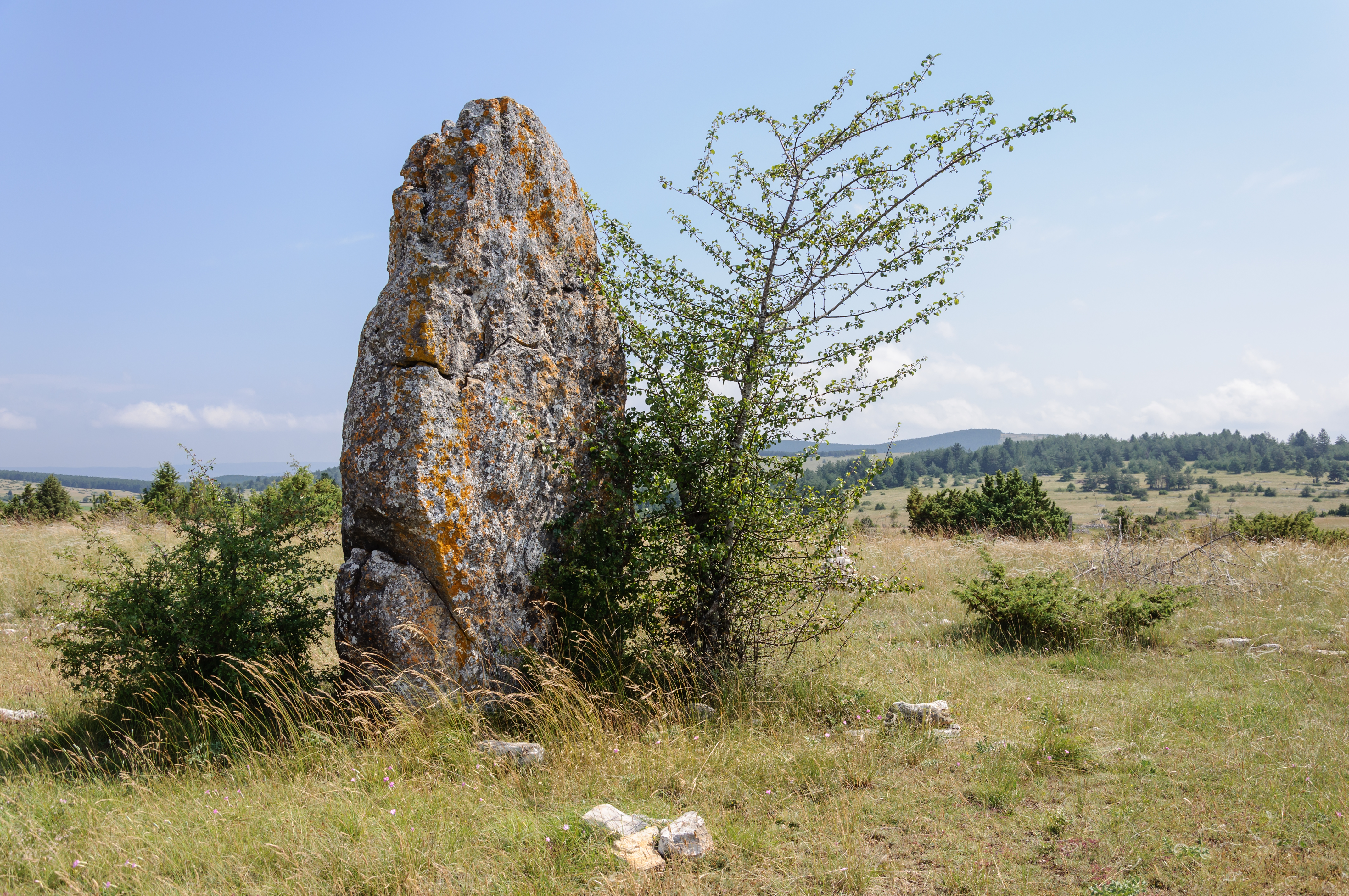
Menhir du Fraïsse

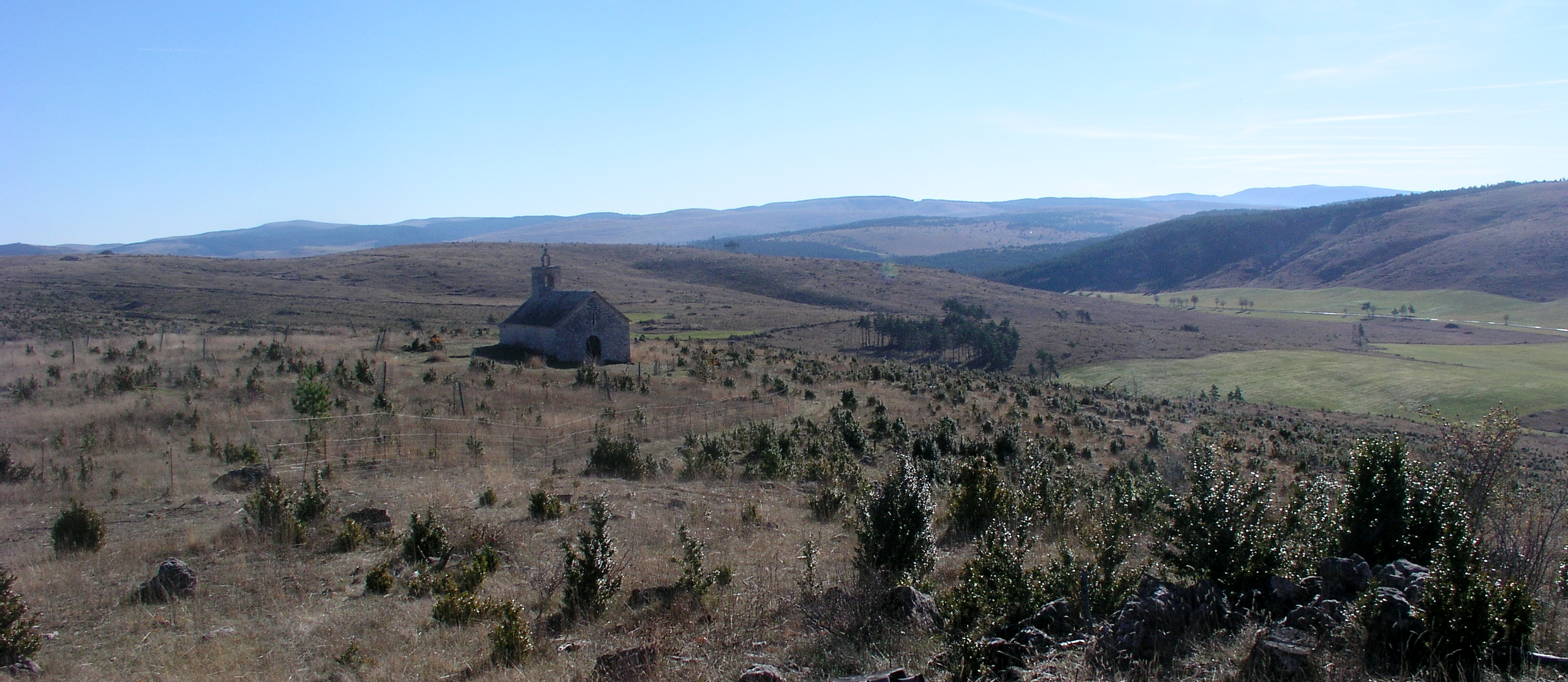
Kapelle Saint-Côme

- Flurkreuz
- Kapelle Saint-Côme